# Rhombomys opimus
Rhombomys opimus és una espècie de mamífer rosegador de la família dels múrids. Viu a altituds de fins a 900 msnm a l'Afganistan, l'Iran, el Kazakhstan, el Kirguizstan, Mongòlia, el Pakistan, el Tadjikistan, el Turkmenistan, l'Uzbekistan i la Xina. Es tracta d'un animal diürn. El seu hàbitat natural són els deserts i semideserts. És una espècie en risc mínim, és a dir, no sembla que hi hagi cap amenaça significativa per a la seva supervivència.